# Roonelu
Roonelu är en sjö i Gällivare kommun i Lappland och ingår i Kalixälvens huvudavrinningsområde. Sjön har en area på 0,326 kvadratkilometer och ligger 418,1 meter över havet. Sjön avvattnas av vattendraget Kivijoki (Moskojoki).

## Delavrinningsområde
Roonelu ingår i det delavrinningsområde (748720-171899) som SMHI kallar för Utloppet av Ylijärvi. Medelhöjden är 469 meter över havet och ytan är 22,94 kvadratkilometer. Det finns inga avrinningsområden uppströms utan avrinningsområdet är högsta punkten. Kivijoki (Moskojoki) som avvattnar avrinningsområdet har biflödesordning 2, vilket innebär att vattnet flödar genom totalt 2 vattendrag innan det når havet efter 309 kilometer. Avrinningsområdet består mestadels av skog (79 procent). Avrinningsområdet har 1,91 kvadratkilometer vattenytor vilket ger det en sjöprocent på 8,3 procent.